# Madagascar (Computerspiel)
Madagascar (deutsch: Madagaskar) ist ein Action-Adventure- und Jump-’n’-Run-Videospiel, das im Jahr 2005 für Xbox, PlayStation 2, Nintendo GameCube, Microsoft Windows, Game Boy Advance und Nintendo DS veröffentlicht wurde. Es basiert auf dem amerikanischen Animationsfilm Madagascar.

## Handlung
Die Handlung des Spiels gleicht im Wesentlichen der des gleichnamigen Films. Alex der Löwe, Marty das Zebra, Gloria das Nilpferd und Melman die Giraffe leben im Zoo von New York. Bis auf Marty sind alle Bewohner des Zoos zufrieden mit ihrem Leben dort. Als Marty jedoch erfährt, wie einige Pinguine einen Ausbruch planen, gerät die Gruppe aus dem Zoo hinein in den Dschungel von Madagaskar.

## Spielprinzip
In dem Spiel können in unterschiedlichen Leveln die vier Hauptfiguren sowie in einem Level auch die Pinguine gesteuert werden. Jede Spielfigur hat eigene Fähigkeiten, die der Spieler dazu verwenden kann, im Spiel voranzukommen. Neun der elf spielbaren Level sind linear, nur zwei Level finden in je einem größeren Areal statt, wo der Spieler zwischen den Figuren frei wechseln kann. Außerdem gibt es noch drei Minispiele sowie den Zoovenir-Shop, wo Outfits für die Charaktere und zusätzliche Spielmodi für die Minispiele gekauft werden können.

## Synchronisation
| Charakter    | Deutscher Sprecher       |
| ------------ | ------------------------ |
| Alex         | Oliver Rohrbeck          |
| Marty        | Björn Schalla            |
| Gloria       | Claudia Urbschat-Mingues |
| Melman       | Julien Haggège           |
| Skipper      | Michael Nowka            |
| King Julien  | Gerald Schaale           |
| Maurice      | Frank-Otto Schenk        |
| Mort         | Sven Plate               |
| Wilbur Warze | Hans-Werner Bussinger    |
| dicker Lemur | Stefan Staudinger        |
| Tukan        | Eberhard Prüter          |

## Rezeption
Madagascar  hat international solide Bewertungen erhalten. Die Rezensionsdatenbank Metacritic aggregiert je nach Plattform einen Gesamtwert von 66 bis 73. Die Bewertungen der deutschen Rezensenten sind leicht niedriger im Vergleich zur Rezensionsdatenbank. Kritikpunkte sind die Grafik des Spiels, die kurze Spielzeit sowie der zu leichte Schwierigkeitsgrad.

## Nachfolger
2008 brachte Activision den Nachfolger Madagascar: Escape 2 Africa heraus.